# 光儲存
光儲存係指以光電工程之方法，將資料儲存於光學可讀的介質上，以進行資料的儲存。
電腦所使用的唯讀記憶光碟以及藍光光碟等光學碟片就是光儲存的應用。

## 概述
光存储是由光盘表面的介质影响，光盘上有凹凸不平的小坑，光照射到上面有不同的反射，再转化为0、1的数字信号就成了光存储。无论是CD光盘、DVD光盘等光存储介质，采用的存储方式都与软盘、硬盘相同，是以二进制数据的形式来存储信息。而要在这些光盘上面储存数据，需要借助激光把电脑转换后的二进制数据用数据模式刻在扁平、具有反射能力的盘片上。
而为了识别数据，光盘上定义激光刻出的小坑就代表二进制的“1”，而空白处则代表二进制的“0”。
光存儲的範圍可以從讀取單個 CD-ROM 的單個驅動器到讀取多個光盤的多個驅動器，例如光盤點唱機。單張 CD（光盤）可以容納大約 700 MB（兆字節），而光盤點唱機可以容納更多。單層 DVD 可容納 4.7 GB，而雙層 DVD 可容納 8.5 GB。通過製作雙面 DVD，光盤的兩面都有可讀的表面，這可以增加一倍到9.4GB和17GB。HD DVD能夠存儲 15 GB 的單層和 30 GB 的雙層。藍光光盤，贏得了 HDTV 光學格式之戰通過擊敗 HD DVD，可以容納 25 GB 的單層、50 GB 的雙層和高達 128 GB 的四層光盤。光存儲包括 CD 和 DVD，它們非常有用。